# Baker (Luisiana)
Baker é uma cidade localizada no estado americano de Luisiana, na Paróquia de East Baton Rouge.

## Demografia
Segundo o censo americano de 2000, a sua população era de 13.793 habitantes.
Em 2006, foi estimada uma população de 13.699, um decréscimo de 94 (-0.7%).

## Geografia
De acordo com o United States Census Bureau tem uma área de
20,4 km², dos quais 20,4 km² cobertos por terra e 0,0 km² cobertos por água.

## Localidades na vizinhança
O diagrama seguinte representa as localidades num raio de 16 km ao redor de Baker.